# 인간의 조건 (텔레비전 프로그램)
《인간의 조건》은 2012년 11월 24일부터 2016년 3월 25일까지 방송되었던 예능 프로그램이다.

## 기획 의도
현대 사회를 지배하는 문명의 이기 속에서 5인이 시즌동안 고향집에서의 시간을 가지면서 생활패턴과 생각 변화를 생생하게 전달하는 예능 프로그램이다.

## 방송 시간
| 방송 채널 | 방송 기간                         | 방송 시간                            |
| --------- | --------------------------------- | ------------------------------------ |
| KBS 2TV   | 2013년 1월 26일 ~ 2015년 5월 2일  | 매주 토요일 밤 11시 15분 ~ 12시 25분 |
| KBS 2TV   | 2015년 5월 23일 ~ 2015년 6월 27일 | 매주 토요일 밤 11시 45분 ~ 12시 55분 |
| KBS 2TV   | 2015년 7월 4일                    | 토요일 밤 10시 45분 ~ 12시 5분       |
| KBS 2TV   | 2015년 7월 11일 ~ 2015년 8월 29일 | 매주 토요일 밤 11시 30분 ~ 12시 50분 |
| KBS 2TV   | 2015년 9월 4일 ~ 2016년 3월 25일  | 매주 금요일 밤 10시 50분 ~ 12시 10분 |

## 출연자

### 시즌 1

#### 남성판
- 김준호 : 노란색
- 조우종 : 보라색
- 정태호 : 민트색
- 김준현 : 빨간색
- 개코 : 다홍색
- 김기리 : 주황색

#### 여성판

##### 고정 출연
- 김숙 : 주황색
- 김신영 : 분홍색
- 김영희 : 연두색
- 김지민 : 보라색

### 시즌 2
- 윤상현 : 노란색
- 은지원 : 주황색
- 봉태규 : 초록색
- 허태희 : 민트색
- 현우 : 보라색
- 김재영 : 빨간색

### 도시농부
- 윤종신
- 조정치
- 최현석
- 박성광
- 정태호

### 집
- 최양락
- 안정환
- 조세호
- 남창희
- 스테파니

## 결방 사유 및 편성 변경

### 2013년
- 9월 21일: 추석특선영화 광해, 왕이 된 남자가 대체편성되었다.
- 12월 21일: KBS 연예대상 생방송으로 대체되었다.

### 2014년
- 2월 1일: 설날특집 음악쇼 재방송이 편성되었다.
- 2월 22일: 2014년 동계 올림픽이 중계 방송되었다.
- 4월 5일: 파일럿 프로그램 《미스터 피터팬》 편성으로 대체되었다.
- 4월 19일 ~ 4월 26일: 세월호 침몰 사고의 여파로 2주 연기되었다.
- 5월 31일: 2014년 FIFA 월드컵 특집 중계 방송 관계로 연기되었다.
- 9월 6일: 추석특집으로 밤 10시 25분에 일찍 방송되었다.
- 9월 27일: 2014년 아시안 게임 중계 방송 관계로 밤 10시 40분에 일찍 방송되었다.
- 12월 27일 : KBS 연예대상 생방송으로 대체되었다.

### 2015년
- 2월 21일 : 설 특집 '스타는 투잡중'이 대체 편성되었다.
- 5월 9일, 5월 16일 : '불후의 재발견' 재방송과 대국민 토크쇼 안녕하세요 스페셜로 대체되었다.
- 9월 25일 : 추석특집 영화가 대체 편성되었다.
- 11월 20일 : 대종상 시상식이 대체 편성되었다.

### 2016년
- 2월 12일 : 특집 다큐 청춘FC 헝그리 일레븐 연장전이 대체 편성되었다.

## 시청률
아래의 파란색 숫자는 '최저 시청률'이고, 빨간색 숫자는 '최고 시청률'입니다. 시청률조사회사와 지역별로 시청률에 차이가 있을 수 있습니다.

### 2013년
| 회차 | 방송 일자        | 전국 시청률(증감치) |
| ---- | ---------------- | ------------------- |
| 1    | 2013년 1월 26일  | 8.3%                |
| 2    | 2013년 2월 2일   | 8.2%(-0.1)          |
| 3    | 2013년 2월 9일   | 7.1%(-1.1)          |
| 4    | 2013년 2월 16일  | 8.2%(+1.1)          |
| 5    | 2013년 2월 23일  | 9.0%(+0.8)          |
| 6    | 2013년 3월 2일   | 8.1%(-0.9)          |
| 7    | 2013년 3월 9일   | 8.9%(+0.8)          |
| 8    | 2013년 3월 16일  | 6.8%(-2.1)          |
| 9    | 2013년 3월 23일  | 6.7%(-0.1)          |
| 10   | 2013년 3월 30일  | 6.6%(-0.1)          |
| 11   | 2013년 4월 6일   | 8.1%(+1.5)          |
| 12   | 2013년 4월 13일  | 6.4%(-1.7)          |
| 13   | 2013년 4월 20일  | 6.2%(-0.2)          |
| 14   | 2013년 4월 27일  | 6.4%(+0.2)          |
| 15   | 2013년 5월 4일   | 6.5%(+0.1)          |
| 16   | 2013년 5월 11일  | 6.3%(-0.2)          |
| 17   | 2013년 5월 18일  | 6.5%(+0.2)          |
| 18   | 2013년 5월 25일  | 5.8%(-0.7)          |
| 19   | 2013년 6월 1일   | 6.0%(+0.2)          |
| 20   | 2013년 6월 8일   | 5.6%(-0.4)          |
| 21   | 2013년 6월 15일  | 7.4%(+1.8)          |
| 22   | 2013년 6월 22일  | 6.0%(-1.4)          |
| 23   | 2013년 6월 29일  | 6.0%(0)             |
| 24   | 2013년 7월 6일   | 5.8%(-0.2)          |
| 25   | 2013년 7월 13일  | 6.4%(+0.6)          |
| 26   | 2013년 7월 20일  | 6.7%(+0.3)          |
| 27   | 2013년 7월 27일  | 7.5%(+0.8)          |
| 28   | 2013년 8월 3일   | 5.8%(-1.7)          |
| 29   | 2013년 8월 10일  | 5.4%(-0.4)          |
| 30   | 2013년 8월 17일  | 5.1%(-0.3)          |
| 31   | 2013년 8월 24일  | 5.2%(+0.1)          |
| 32   | 2013년 8월 31일  | 6.4%(+1.2)          |
| 33   | 2013년 9월 7일   | 6.0%(-0.4)          |
| 34   | 2013년 9월 14일  | 5.9%(-0.1)          |
| 35   | 2013년 9월 28일  | 4.9%(-1.0)          |
| 36   | 2013년 10월 5일  | 5.5%(+0.6)          |
| 37   | 2013년 10월 12일 | 5.5%(0)             |
| 38   | 2013년 10월 19일 | 7.6%(+2.1)          |
| 39   | 2013년 10월 26일 | 7.5%(-0.1)          |
| 40   | 2013년 11월 2일  | 6.1%(-1.4)          |
| 41   | 2013년 11월 9일  | 6.7%(+0.6)          |
| 42   | 2013년 11월 16일 | 6.7%(0)             |
| 43   | 2013년 11월 23일 | 5.8%(-0.9)          |
| 44   | 2013년 11월 30일 | 4.7%(-1.1)          |
| 45   | 2013년 12월 7일  | 5.0%(+0.3)          |
| 46   | 2013년 12월 14일 | 4.9%(-0.1)          |
| 47   | 2013년 12월 28일 | 6.2%(+1.3)          |

| 회차 | 방송 일자        | 전국 시청률(증감치) |
| ---- | ---------------- | ------------------- |
| 1    | 2013년 1월 26일  | 10.1%               |
| 2    | 2013년 2월 2일   | 10.0%(-0.1)         |
| 3    | 2013년 2월 9일   | 8.1%(-1.9)          |
| 4    | 2013년 2월 16일  | 8.9%(+0.8)          |
| 5    | 2013년 2월 23일  | 9.0%(+0.1)          |
| 6    | 2013년 3월 2일   | 8.6%(-0.4)          |
| 7    | 2013년 3월 9일   | 7.8%(-0.8)          |
| 8    | 2013년 3월 16일  | 6.6%(-1.2)          |
| 9    | 2013년 3월 23일  | 7.3%(+0.7)          |
| 10   | 2013년 3월 30일  | 8.2%(+0.9)          |
| 11   | 2013년 4월 6일   | 8.6%(+0.4)          |
| 12   | 2013년 4월 13일  | 8.4%(-0.2)          |
| 13   | 2013년 4월 20일  | 7.9%(-0.5)          |
| 14   | 2013년 4월 27일  | 7.0%(-0.9)          |
| 15   | 2013년 5월 4일   | 7.2%(+0.2)          |
| 16   | 2013년 5월 11일  | 8.2%(+1.0)          |
| 17   | 2013년 5월 18일  | 8.0%(-0.2)          |
| 18   | 2013년 5월 25일  | 7.7%(-0.3)          |
| 19   | 2013년 6월 1일   | 6.5%(-1.2)          |
| 20   | 2013년 6월 8일   | 7.1%(+0.6)          |
| 21   | 2013년 6월 15일  | 8.4%(+1.3)          |
| 22   | 2013년 6월 22일  | 8.1%(-0.3)          |
| 23   | 2013년 6월 29일  | 6.8%(-1.3)          |
| 24   | 2013년 7월 6일   | 6.1%(-0.7)          |
| 25   | 2013년 7월 13일  | 7.6%(+1.5)          |
| 26   | 2013년 7월 20일  | 7.5%(-0.1)          |
| 27   | 2013년 7월 27일  | 7.8%(+0.3)          |
| 28   | 2013년 8월 3일   | 6.2%(-1.6)          |
| 29   | 2013년 8월 10일  | 7.4%(+1.2)          |
| 30   | 2013년 8월 17일  | 6.5%(-0.9)          |
| 31   | 2013년 8월 24일  | 7.0%(+0.5)          |
| 32   | 2013년 8월 31일  | 8.4%(+1.4)          |
| 33   | 2013년 9월 7일   | 7.3%(-1.1)          |
| 34   | 2013년 9월 14일  | 6.9%(-0.4)          |
| 35   | 2013년 9월 28일  | 6.7%(-0.2)          |
| 36   | 2013년 10월 5일  | 8.0%(+1.3)          |
| 37   | 2013년 10월 12일 | 6.0%(-2.0)          |
| 38   | 2013년 10월 19일 | 10.1%(+5.1)         |
| 39   | 2013년 10월 26일 | 8.1%(-2.0)          |
| 40   | 2013년 11월 2일  | 7.6%(-0.5)          |
| 41   | 2013년 11월 9일  | 7.7%(+0.1)          |
| 42   | 2013년 11월 16일 | 8.2%(+0.5)          |
| 43   | 2013년 11월 23일 | 7.3%(-0.9)          |
| 44   | 2013년 11월 30일 | 6.0%(-1.3)          |
| 45   | 2013년 12월 7일  | 5.6%(-0.4)          |
| 46   | 2013년 12월 14일 | 5.6%(0)             |
| 47   | 2013년 12월 28일 | 6.3%(+0.7)          |

- TNmS와 AGB닐슨 미디어 리서치에서 공개한 표를 바탕으로 작성한 시청률이다. 빨간색 숫자는 최고 시청률, 파란색 숫자는 최저 시청률을 나타낸다.

### 2014년
| 회차 | 방송 일자        | 전국 시청률(증감치) |
| ---- | ---------------- | ------------------- |
| 48   | 2014년 1월 4일   | 6.7%(+0.5)          |
| 49   | 2014년 1월 11일  | 6.0%(-0.7)          |
| 50   | 2014년 1월 18일  | 7.0%(+1.0)          |
| 51   | 2014년 1월 25일  | 6.5%(-0.5)          |
| 52   | 2014년 2월 8일   | 9.3%(+2.8)          |
| 53   | 2014년 2월 15일  | 7.3%(-2.0)          |
| 54   | 2014년 3월 1일   | 6.6%(-0.7)          |
| 55   | 2014년 3월 8일   | 6.0%(-0.6)          |
| 56   | 2014년 3월 15일  | 6.7%(+0.7)          |
| 57   | 2014년 3월 22일  | 6.2%(-0.5)          |
| 58   | 2014년 3월 29일  | 6.0%(-0.2)          |
| 59   | 2014년 4월 12일  | 5.4%(-0.6)          |
| 60   | 2014년 5월 3일   | 5.8%(+0.4)          |
| 61   | 2014년 5월 10일  | 5.8%(0)             |
| 62   | 2014년 5월 17일  | 5.1%(-0.7)          |
| 63   | 2014년 5월 24일  | 6.7%(+1.6)          |
| 64   | 2014년 6월 7일   | 4.1%(-2.6)          |
| 65   | 2014년 6월 14일  | 6.2%(+2.1)          |
| 66   | 2014년 6월 21일  | 5.6%(-0.6)          |
| 67   | 2014년 6월 28일  | 6.5%(+0.9)          |
| 68   | 2014년 7월 5일   | 5.0%(-1.5)          |
| 69   | 2014년 7월 12일  | 4.5%(-0.5)          |
| 70   | 2014년 7월 19일  | 5.8%(+1.3)          |
| 71   | 2014년 7월 26일  | 6.4%(+0.6)          |
| 72   | 2014년 8월 2일   | 5.1%(-1.3)          |
| 73   | 2014년 8월 9일   | 5.2%(+0.1)          |
| 74   | 2014년 8월 16일  | 6.1%(+0.9)          |
| 75   | 2014년 8월 23일  | 5.2%(-0.9)          |
| 76   | 2014년 8월 30일  | 4.9%(-0.3)          |
| -    | 2014년 9월 6일   | 6.7%(+1.8)          |
| 77   | 2014년 9월 13일  | 4.1%(-2.6)          |
| 78   | 2014년 9월 20일  | 3.9%(-0.2)          |
| 79   | 2014년 9월 27일  | 5.1%(+1.2)          |
| 80   | 2014년 10월 4일  | 4.9%(-0.2)          |
| 81   | 2014년 10월 11일 | 4.9%(0)             |
| 82   | 2014년 10월 18일 | 4.8%(-0.1)          |
| 83   | 2014년 10월 25일 | 3.5%(-1.3)          |
| 84   | 2014년 11월 1일  | 3.6%(+0.1)          |
| 85   | 2014년 11월 8일  | 4.9%(+1.3)          |
| 86   | 2014년 11월 15일 | 3.3%(-1.6)          |
| 87   | 2014년 11월 22일 | 4.6%(+1.3)          |
| 88   | 2014년 11월 29일 | 3.7%(-0.9)          |
| 89   | 2014년 12월 6일  | 4.3%(+0.6)          |
| 90   | 2014년 12월 13일 | 5.2%(+0.9)          |
| 91   | 2014년 12월 20일 | 4.8%(-0.4)          |

| 회차 | 방송 일자        | 전국 시청률(증감치) |
| ---- | ---------------- | ------------------- |
| 48   | 2014년 1월 4일   | 7.1%(+0.8)          |
| 49   | 2014년 1월 11일  | 6.9%(-0.2)          |
| 50   | 2014년 1월 18일  | 7.3%(+0.4)          |
| 51   | 2014년 1월 25일  | 6.8%(-0.5)          |
| 52   | 2014년 2월 8일   | 9.8%(+3.0)          |
| 53   | 2014년 2월 15일  | 8.6%(-1.2)          |
| 54   | 2014년 3월 1일   | 7.3%(-1.3)          |
| 55   | 2014년 3월 8일   | 6.6%(-0.7)          |
| 56   | 2014년 3월 15일  | 7.5%(+0.9)          |
| 57   | 2014년 3월 22일  | 6.5%(-1.0)          |
| 58   | 2014년 3월 29일  | 6.8%(+0.3)          |
| 59   | 2014년 4월 12일  | 6.2%(-0.6)          |
| 60   | 2014년 5월 3일   | 6.0%(-0.2)          |
| 61   | 2014년 5월 10일  | 6.5%(+0.5)          |
| 62   | 2014년 5월 17일  | 5.5%(-1.0)          |
| 63   | 2014년 5월 24일  | 6.2%(+0.7)          |
| 64   | 2014년 6월 7일   | 4.9%(-1.3)          |
| 65   | 2014년 6월 14일  | 7.5%(+2.6)          |
| 66   | 2014년 6월 21일  | 5.9%(-1.6)          |
| 67   | 2014년 6월 28일  | 6.3%(+0.4)          |
| 68   | 2014년 7월 5일   | 6.0%(-0.3)          |
| 69   | 2014년 7월 12일  | 5.4%(-0.6)          |
| 70   | 2014년 7월 19일  | 5.4%(0)             |
| 71   | 2014년 7월 26일  | 6.7%(+1.3)          |
| 72   | 2014년 8월 2일   | 5.3%(-1.4)          |
| 73   | 2014년 8월 9일   | 6.2%(+0.9)          |
| 74   | 2014년 8월 16일  | 6.1%(-0.1)          |
| 75   | 2014년 8월 23일  | 5.6%(-0.5)          |
| 76   | 2014년 8월 30일  | 5.1%(-0.5)          |
| -    | 2014년 9월 6일   | 7.8%(+2.7)          |
| 77   | 2014년 9월 13일  | 5.0%(-2.8)          |
| 78   | 2014년 9월 20일  | 5.7%(+0.7)          |
| 79   | 2014년 9월 27일  | 6.0%(+0.3)          |
| 80   | 2014년 10월 4일  | 5.1%(-0.9)          |
| 81   | 2014년 10월 11일 | 5.3%(+0.2)          |
| 82   | 2014년 10월 18일 | 5.2%(-0.1)          |
| 83   | 2014년 10월 25일 | 4.0%(-1.2)          |
| 84   | 2014년 11월 1일  | 4.3%(+0.3)          |
| 85   | 2014년 11월 8일  | 5.5%(+1.2)          |
| 86   | 2014년 11월 15일 | 4.3%(-1.2)          |
| 87   | 2014년 11월 22일 | 4.8%(+0.5)          |
| 88   | 2014년 11월 29일 | 4.6%(-0.2)          |
| 89   | 2014년 12월 6일  | 4.6%(0)             |
| 90   | 2014년 12월 13일 | 6.1%(+1.5)          |
| 91   | 2014년 12월 20일 | 5.3%(-0.8)          |

- TNmS와 AGB닐슨 미디어 리서치에서 공개한 표를 바탕으로 작성한 시청률이다. 빨간색 숫자는 최고 시청률, 파란색 숫자는 최저 시청률을 나타낸다.

### 2015년
| 회차                                              | 방송 일자        | 전국 시청률(증감치) |
| ------------------------------------------------- | ---------------- | ------------------- |
| 92                                                | 2015년 1월 3일   | 6.0%(+1.2)          |
| 93                                                | 2015년 1월 10일  | 5.1%(-0.9)          |
| 94                                                | 2015년 1월 17일  | 5.0%(-0.1)          |
| 95                                                | 2015년 1월 24일  | 4.1%(-0.9)          |
| 96                                                | 2015년 1월 31일  | 4.3%(+0.2)          |
| 97                                                | 2015년 2월 7일   | 4.6%(+0.3)          |
| 98                                                | 2015년 2월 14일  | 3.6%(-1.0)          |
| 99                                                | 2015년 2월 28일  | 3.2%(-0.4)          |
| 100                                               | 2015년 3월 7일   | 3.2%(0)             |
| 101                                               | 2015년 3월 14일  | 3.5%(+0.3)          |
| 102                                               | 2015년 3월 21일  | 3.1%(-0.4)          |
| 103                                               | 2015년 3월 28일  | 3.2%(+0.1)          |
| 104                                               | 2015년 4월 4일   | 3.1%(-0.1)          |
| 105                                               | 2015년 4월 11일  | 2.6%(-0.5)          |
| 106                                               | 2015년 4월 18일  | 2.1%(-0.5)          |
| 107                                               | 2015년 4월 25일  | 2.6%(+0.5)          |
| 108                                               | 2015년 5월 2일   | 2.0%(-0.6)          |
| 109                                               | 2015년 5월 23일  | 3.4%(+1.4)          |
| 110                                               | 2015년 5월 30일  | 2.9%(-0.5)          |
| 111                                               | 2015년 6월 6일   | 3.9%(+1.0)          |
| 112                                               | 2015년 6월 13일  | 3.5%(-0.4)          |
| 113                                               | 2015년 6월 20일  | 3.6%(+0.1)          |
| 114                                               | 2015년 6월 27일  | 3.2%(-0.4)          |
| 115                                               | 2015년 7월 4일   | 4.8%(+1.6)          |
| 116                                               | 2015년 7월 11일  | 3.2%(-1.6)          |
| 117                                               | 2015년 7월 18일  | 2.6%(-0.6)          |
| 118                                               | 2015년 7월 25일  | 2.5%(-0.1)          |
| 119                                               | 2015년 8월 1일   | 3.0%(+0.5)          |
| 120                                               | 2015년 8월 8일   | 3.4%(+0.4)          |
| 121                                               | 2015년 8월 15일  | 2.4%(-1.0)          |
| 122                                               | 2015년 8월 22일  | 2.6%(+0.2)          |
| 123                                               | 2015년 8월 29일  | 2.3%(-0.3)          |
| 2015년 9월 4일, 금요일 오후 10시 50분 시간대 변경 |                  |                     |
| 124                                               | 2015년 9월 4일   | 2.8%(+0.5)          |
| 125                                               | 2015년 9월 11일  | 3.5%(+0.7)          |
| 126                                               | 2015년 9월 18일  | 3.0%(-0.5)          |
| 127                                               | 2015년 10월 2일  | 3.5%(+0.5)          |
| 128                                               | 2015년 10월 9일  | 3.3%(-0.2)          |
| 129                                               | 2015년 10월 16일 | 2.8%(-0.5)          |
| 130                                               | 2015년 10월 23일 | 2.0%(-0.8)          |
| 131                                               | 2015년 10월 30일 | 2.3%(+0.3)          |
| 132                                               | 2015년 11월 6일  | 2.8%(+0.5)          |
| 133                                               | 2015년 11월 13일 | 2.9%(+0.1)          |
| 134                                               | 2015년 11월 27일 | 2.3%(-0.6)          |
| 135                                               | 2015년 12월 18일 | 4.6%(+2.3)          |
| 136                                               | 2015년 12월 25일 | 3.9%(-0.7)          |

| 회차                                              | 방송 일자        | 전국 시청률(증감치) |
| ------------------------------------------------- | ---------------- | ------------------- |
| 92                                                | 2015년 1월 3일   | 6.4%(+1.1)          |
| 93                                                | 2015년 1월 10일  | 5.6%(-0.8)          |
| 94                                                | 2015년 1월 17일  | 5.7%(+0.1)          |
| 95                                                | 2015년 1월 24일  | 5.2%(-0.5)          |
| 96                                                | 2015년 1월 31일  | 5.8%(+0.6)          |
| 97                                                | 2015년 2월 7일   | 4.7%(-1.1)          |
| 98                                                | 2015년 2월 14일  | 4.1%(-0.6)          |
| 99                                                | 2015년 2월 28일  | 4.5%(+0.4)          |
| 100                                               | 2015년 3월 7일   | 3.8%(-0.7)          |
| 101                                               | 2015년 3월 14일  | 3.4%(-0.4)          |
| 102                                               | 2015년 3월 21일  | 3.3%(-0.3)          |
| 103                                               | 2015년 3월 28일  | 3.0%(-0.3)          |
| 104                                               | 2015년 4월 4일   | 2.9%(-0.1)          |
| 105                                               | 2015년 4월 11일  | 2.9%(0)             |
| 106                                               | 2015년 4월 18일  | 2.5%(-0.4)          |
| 107                                               | 2015년 4월 25일  | 2.8%(+0.3)          |
| 108                                               | 2015년 5월 2일   | 2.1%(-0.7)          |
| 109                                               | 2015년 5월 23일  | 2.9%(+0.8)          |
| 110                                               | 2015년 5월 30일  | 3.6%(+0.7)          |
| 111                                               | 2015년 6월 6일   | 4.4%(+0.8)          |
| 112                                               | 2015년 6월 13일  | 3.5%(-0.9)          |
| 113                                               | 2015년 6월 20일  | 3.9%(+0.4)          |
| 114                                               | 2015년 6월 27일  | 2.9%(-1.0)          |
| 115                                               | 2015년 7월 4일   | 5.0%(+2.1)          |
| 116                                               | 2015년 7월 11일  | 3.5%(-1.5)          |
| 117                                               | 2015년 7월 18일  | 3.3%(-0.2)          |
| 118                                               | 2015년 7월 25일  | 3.6%(+0.3)          |
| 119                                               | 2015년 8월 1일   | 3.7%(+0.1)          |
| 120                                               | 2015년 8월 8일   | 3.0%(-0.7)          |
| 121                                               | 2015년 8월 15일  | 3.1%(+0.1)          |
| 122                                               | 2015년 8월 22일  | 2.8%(-0.3)          |
| 123                                               | 2015년 8월 29일  | 2.4%(-0.4)          |
| 2015년 9월 4일, 금요일 오후 10시 50분 시간대 변경 |                  |                     |
| 124                                               | 2015년 9월 4일   | 3.1%(+0.7)          |
| 125                                               | 2015년 9월 11일  | 4.0%(+0.9)          |
| 126                                               | 2015년 9월 18일  | 3.6%(-0.4)          |
| 127                                               | 2015년 10월 2일  | 4.1%(+0.5)          |
| 128                                               | 2015년 10월 9일  | 3.9%(-0.2)          |
| 129                                               | 2015년 10월 16일 | 3.0%(-0.9)          |
| 130                                               | 2015년 10월 23일 | 2.5%(-0.5)          |
| 131                                               | 2015년 10월 30일 | 2.4%(-0.1)          |
| 132                                               | 2015년 11월 6일  | 3.5%(+1.1)          |
| 133                                               | 2015년 11월 13일 | 3.8%(+0.3)          |
| 134                                               | 2015년 11월 27일 | 3.9%(+0.1)          |
| 135                                               | 2015년 12월 18일 | 5.1%(+1.2)          |
| 136                                               | 2015년 12월 25일 | 4.6%(-0.5)          |

- TNmS와 AGB닐슨 미디어 리서치에서 공개한 표를 바탕으로 작성한 시청률이다. 빨간색 숫자는 최고 시청률, 파란색 숫자는 최저 시청률을 나타낸다.

### 2016년
| 회차 | 방송 일자       | 전국 시청률(증감치) |
| ---- | --------------- | ------------------- |
| 137  | 2016년 1월 1일  | 3.3%(-0.6)          |
| 138  | 2016년 1월 8일  | 3.6%(+0.3)          |
| 139  | 2016년 1월 15일 | 2.9%(-0.7)          |
| 140  | 2016년 1월 22일 | 3.1%(+0.2)          |
| 141  | 2016년 1월 29일 | 5.3%(+2.2)          |
| 142  | 2016년 2월 5일  | 3.5%(-1.8)          |
| 143  | 2016년 2월 19일 | 3.2%(-0.3)          |
| 144  | 2016년 2월 26일 | 3.1%(-0.1)          |
| 145  | 2016년 3월 4일  | 2.4%(-0.7)          |
| 146  | 2016년 3월 11일 | 2.7%(+0.3)          |
| 147  | 2016년 3월 18일 | 2.6%(-0.1)          |
| 148  | 2016년 3월 25일 | 2.8%(+0.2)          |

| 회차 | 방송 일자       | 전국 시청률(증감치) |
| ---- | --------------- | ------------------- |
| 137  | 2016년 1월 1일  | 3.9%(-0.7)          |
| 138  | 2016년 1월 8일  | 4.2%(+0.3)          |
| 139  | 2016년 1월 15일 | 3.4%(-0.8)          |
| 140  | 2016년 1월 22일 | 3.5%(+0.1)          |
| 141  | 2016년 1월 29일 | 4.9%(+1.4)          |
| 142  | 2016년 2월 5일  | 4.1%(-0.8)          |
| 143  | 2016년 2월 19일 | 3.4%(-0.7)          |
| 144  | 2016년 2월 26일 | 4.0%(+0.6)          |
| 145  | 2016년 3월 4일  | 3.1%(-0.9)          |
| 146  | 2016년 3월 11일 | 3.1%(0)             |
| 147  | 2016년 3월 18일 | 3.3%(+0.2)          |
| 148  | 2016년 3월 25일 | 2.7%(-0.6)          |

- TNmS와 AGB닐슨 미디어 리서치에서 공개한 표를 바탕으로 작성한 시청률이다. 빨간색 숫자는 최고 시청률, 파란색 숫자는 최저 시청률을 나타낸다.

## 수상

### 2013년
- 제12회 KBS 연예대상
  - 대상 : 김준호
  - 코미디 부분 최우수상 : 김준현
  - 코미디 부분 최우수상 : 김지민
  - 실험정신상

### 2014년
- 2014년 아시아 레인보우TV 어워즈 정보성 예능프로그램 최우수상[1]
- 제 13회 KBS 연예대상
  - 쇼 오락부분 최고의 엔터테이너 상 : 조우종
  - 쇼 오락부분 우수상 :김신영
  - 코미디 부분 우수상 :김영희
  - 쇼 오락부분 최우수상 : 김지민